# Archimago (videojuego)
Archimago (título original: Archmage) fue un exitoso videojuego de estrategia multijugador basado en navegador y con una base de turnos, donde el jugador juega un mago resucitado de las profundidades del Infierno y gobierna ejércitos enormes con elementos mágicos y mundanos. El juego fue creado por la empresa coreana MARI, pero desde que quebró, dejó de darle soporte y alojamiento. Los jugadores y admiradores han creado desde entonces juegos que encapsulan su esencia, como son: The Reincarnation, The Lord Archmage y The Five Pillars.